# Not Shy
Not Shy – trzeci minialbum południowokoreańskiej grupy Itzy, wydany 17 sierpnia 2020 roku przez wytwórnię JYP Entertainment. Płytę promował singel „Not Shy”.
Angielska wersja albumu została wydana 22 stycznia 2021 roku i zawierała angielskie wersje ich utworów „Dalla Dalla”, „Icy”, „Wannabe” i „Not Shy”.

## Lista utworów
| CD | CD                  | CD                    | CD                                                                | CD                                       | CD      |
| Nr | Tytuł utworu        | Tekst                 | Kompozycja                                                        | Aranżacja                                | Długość |
| -- | ------------------- | --------------------- | ----------------------------------------------------------------- | ---------------------------------------- | ------- |
| 1. | „Not Shy”           | J.Y. Park             | Kobee, Charlotte Wilson                                           | J.Y. Park, Kobeee, arattack              | 2:58    |
| 2. | „Don't Give a What” | Lee Seuran            | Lee Woo Min "collapsedone", Justin Reinstein, JJean, 엘에이촌놈들 | Lee Woo Min "collapsedone", 엘에이촌놈들 | 3:17    |
| 3. | „Louder”            | Dr.JO                 | Kairos                                                            | Kairos                                   | 3:22    |
| 4. | „iD”                | MosPick, Young Chance | MosPick, Young Chance                                             | MosPick                                  | 3:27    |
| 5. | „Surf”              | danke (lalala studio) | Greg Bonnick, Hayden Chapman, Cazzi Opeia, Ellen Berg             | LDN Noise                                | 3:14    |
| 6. | „Be in Love”        | Kenzie                | Kenzie, Caesar & Loui, Cazzi Opeia                                | Kenzie, Caesar & Loui, Cazzi Opeia       | 3:21    |

| Not Shy (English Ver.) | Not Shy (English Ver.)          | Not Shy (English Ver.)           | Not Shy (English Ver.)                                                                                                  | Not Shy (English Ver.)      | Not Shy (English Ver.) |
| Nr                     | Tytuł utworu                    | Tekst                            | Kompozycja | Aranżacja                   | Długość                |
| ---------------------- | ------------------------------- | -------------------------------- | --- | --------------------------- | ---------------------- |
| 1.                     | „Not Shy” (English version)     | J.Y. Park, Sophia Pae            | Kobee, Charlotte Wilson                                                                                                 | J.Y. Park, Kobeee, arattack | 2:58                   |
| 2.                     | „Wannabe” (English version)     | Galactika, Sophia Pae            | Galactika | Team Galactika              | 3:12                   |
| 3.                     | „Icy” (English version)         | J. Y. Park, Penomeco, Sophia Pae | J.Y. Park, Cazzi Opeia, Ellen Berg Tollbom, Daniel Caesar, Ludwig Lindell, Ashley Alisha, Cameron Neilson, Lauren Dyson | J.Y. Park, Lee Hae-seul     | 3:11                   |
| 4.                     | „Dalla Dalla” (English version) | Galactika, Sophia Pae            | Galactika, Atenna | Galactika                   | 3:19                   |

## Notowania
| Lista                              | Pozycja |
| ---------------------------------- | ------- |
| South Korean Albums (Circle)       | 1       |
| Belgian Albums (Ultratop Flanders) | 129     |
| Japanese Albums (Oricon)           | 8       |
| Japan Hot Albums (Billboard Japan) | 73      |
| Polish Albums (ZPAV)               | 23      |
| US World Albums (Billboard)        | 8       |

## Nagrody w programach muzycznych
| Program               | Data             | Źródło |
| --------------------- | ---------------- | ------ |
| Show Champion (MBC M) | 26 sierpnia 2020 | [ 9 ]  |
| Music Bank (KBS2)     | 28 sierpnia 2020 | [ 10 ] |
| M Countdown (Mnet)    | 3 września 2020  | [ 11 ] |
| M Countdown (Mnet)    | 10 września 2020 | [ 12 ] |
| M Countdown (Mnet)    | 17 września 2020 | [ 13 ] |

## Sprzedaż
| Kraj             | Sprzedaż |
| ---------------- | -------- |
| Korea Południowa | 269 222  |
| Japonia          | 13 205   |